# Świbie

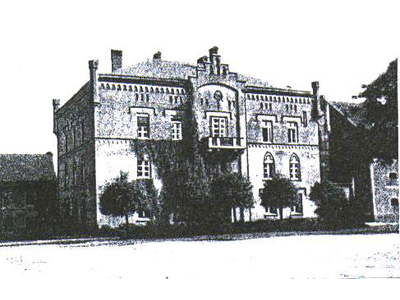
Das Schloss auf einer alten Fotografie

Świbie (deutsch Schwieben) ist eine oberschlesische Ortschaft in der Gemeinde Wielowieś, Woiwodschaft Schlesien in Polen. Sie hat 1300 Einwohner und befindet sich am westlichen Rand zum oberschlesischen Industriegebiet nahe der Grenze zur Woiwodschaft Oppeln. Świbie ist ein typisches Straßendorf in Nord-Süd-Ausrichtung. Die Ortschaft besteht aus zwei Teilen, dem Unterdorf und dem Oberdorf. Świbie besitzt ein eigenständiges Schulzenamt und bildet mit Dąbrówka eine Kirchengemeinde. 

## Geographie
Świbie liegt auf dem oberschlesischen Muschelkalkrücken rund acht Kilometer vom Gemeindesitz Wielowieś (Langendorf) und rund 33 km vom Kreissitz Gliwice (Gleiwitz) entfernt. Nachbarorte sind Radonia (Radun), Wiśnicze (Wischnitz) und Dąbrówka (Dombrowka). Zu Świbie gehören die Weiler Diana (Dianenberg) und Napłatki (Naplatken). 
Nördlich des Ortes liegt der Himmelwitzer Forst mit dem Reservat „Hubert“.

## Geschichte
Schwieben wurde erstmals 1299 erwähnt. Schwieben und die Straße, an der der Ort liegt, wurden wahrscheinlich von Zisterziensern aus Himmelwitz angelegt. Schwieben entstand nach deutschem Recht.
Im Jahre 1619 wurde Schwieben evangelisch und 1665 wieder katholisch. Bei der Teilung der Toster Güter 1666 kam Schwieben zusammen mit Wischnitz an Georg Leonhard Graf Collona. 1669 wurde die Kapelle im Oberdorf erbaut. Durch den Zweiten Weltkrieg und seine Folgen kamen 120 Einwohner um. 1945 wurde Schwieben von der Roten Armee besetzt und der bisher deutsche Ort kam später unter polnische Verwaltung. Weitere 140 Einwohner verließen Schwieben oder mussten den Ort verlassen. Der amtliche Name Schwieben wurde in Świbie geändert.
Im Jahre 1964 wurde die neue Elementarschule in Świbie erbaut.
Von 1950 bis 1998 lag Świbie in der Woiwodschaft Kattowitz. 1999 kam Schwieben zur Woiwodschaft Schlesien und in den wiederentstandenen Powiat Gliwicki.
Über den Ort Schwieben und die Schwiebener handelt das Buch „Wilder Wermut. Die Chronik eines Russlandinternierten 1945“ von Josef Ploch. Świbie war von 1961 bis 1992 Ausgrabungsort für Funde aus der Lausitzer Kultur. Świbie war 2006 und 2007 Drehort für den Dokumentarfilm „Liberator - der letzte Flug“ (polnisch „Ostatni lot bestii“) von dokuframe, der vom Abschuss einer Consolidated B-24 am 7. Juli 1944 handelt.

## Etymologie des Ortsnamens
Der Ortsname Schwieben und seine heutige polnische Form Świbie leiten sich vermutlich von dem (wohl slawischen) Namen einer Pflanze ab. Eine alte deutsche Schreibweise des Ortes war Schwiben und ein alter polnischer Name war Świbia. Der lateinische Name des Ortes lautet Schwiebensis.

## Sehenswürdigkeiten
- Nikolauskirche (ca. 1500 erbaut)
- Benignakapelle aus dem Jahr 1669
- Gotisches Schloss aus dem 18. Jahrhundert
- Klassizistische Brennerei

## Bildung
- 1 Kindergarten (Publiczne Przedszkole Świbie)
- 1 Elementarschule (Szkoła Podstawowa im. J. Wieczorka)

## Restaurants
- Restauracja Pod Kasztanami (Restaurant unter den Kastanien)

## Vereine
- Fußballverein „Naprzód Świbie“ (Vorwärts Schwieben)